# UNTITLED 4 ballads
『UNTITLED 4 ballads』（アンタイトルド・フォー・バラッズ）は、日本の音楽グループEvery Little Thingの22枚目のシングル。

## 解説
前作『ささやかな祈り』から約4か月での発売。
初のコンセプト・マキシシングルで、4曲共A面扱いである。PVは「UNSPEAKABLE」と「nostalgia」の2曲に制作されている。
初回限定盤は2種類あり、帯が赤色のものと緑色のものが存在する。通常盤は帯が白色である。

## 収録曲
全作詞：持田香織、全作曲：菊池一仁（特記以外）
1. UNSPEAKABLE
（編曲：中尾昌文、大谷靖夫、伊藤一朗）
キヤノン「ピクサス」CMソング
TBS系『恋愛Master 7メモリーズ』テーマソング
2002年末の『NHK紅白歌合戦』出場歌唱曲（対戦相手はアルフレッド・カセーロ & THE BOOMで「島唄」）。
2. 愛の謳
（作曲：多胡邦夫 / 編曲：村田昭）
映画『犬夜叉 鏡の中の夢幻城』挿入歌
他の3曲がプログラミング主体なのに対し、バンドサウンドを中心に構成されている。
3. ルーム
（編曲：中尾昌文、大谷靖夫）
ノーベル製菓「はちみつきんかんのど飴」CMソング（持田出演）
4. nostalgia
（編曲：tasuku、伊藤一朗）
フジテレビ系ドラマ『お義母さんといっしょ』主題歌
曲名の由来は年越し際（冬）にその年の過去を振り返るという意味である。
ELTのシングル曲では最も演奏時間が長く、6分近くある。
5. UNSPEAKABLE (Instrumental)
6. 愛の謳 (Instrumental)
7. ルーム (Instrumental)
8. nostalgia (Instrumental)

## 楽曲の収録アルバム
UNSPEAKABLE
- 『Many Pieces』
- 『Every Best Single 2』
- 『14 message 〜every ballad songs 2〜』
- 『Every Best Single 〜COMPLETE〜』
- 『Every Best Single 2 〜MORE COMPLETE〜』
- 『Every Best Single 2 〜middLe period〜』

愛の謳
- 『Many Pieces』
- 『ACOUSTIC:LATTE』※アレンジ、新録音して収録
- 『14 message 〜every ballad songs 2〜』
- 『Every Best Single 〜COMPLETE〜』
- 『Every Best Single 2 〜MORE COMPLETE〜』
- 『Every Best Single 2 〜middLe period〜』

ルーム
- 『14 message 〜every ballad songs 2〜』
- 『Every Best Single 〜COMPLETE〜』
- 『Every Best Single 2 〜MORE COMPLETE〜』
- 『Every Best Single 2 〜middLe period〜』

nostalgia
- 『Many Pieces』
- 『Every Best Single 2』
- 『ACOUSTIC:LATTE』※アレンジ、新録音して収録
- 『14 message 〜every ballad songs 2〜』
- 『Every Best Single 〜COMPLETE〜』
- 『Every Best Single 2 〜MORE COMPLETE〜』
- 『Every Best Single 2 〜middLe period〜』

## nostalgia (映像作品)
『nostalgia』（ノスタルジア）は、Every Little Thingが2003年1月29日に発売したDVDシングルである。

### 解説
シングルビデオとしては前作『fragile〜Graceful World』以来。
本作はDVD-ROM仕様となっており、スペシャル特典としてデスクトップ壁紙（2種類）がダウンロードできるコンテンツが収録されている。

### 収録曲
1. nostalgia（Video Clip）
2. nostalgia Special Movie（Making & Premium Live）

& DVD-ROM CONTENTS